# Ancaudellia froggatti
Ancaudellia froggatti är en kackerlacksart som först beskrevs av Robert Walter Campbell Shelford 1911.  Ancaudellia froggatti ingår i släktet Ancaudellia och familjen jättekackerlackor.

## Underarter
Arten delas in i följande underarter:
- A. f. microalata
- A. f. froggatti